# 铁甲雄兵
《铁甲雄兵》是由中国大陆云蟾网络研发的一款免费多人在线战斗竞技场类游戏（MOBA）。游戏背景设置在以大汉、十字军、群雄三大势力为首的平行时空下。玩家在游戏中通过操控主将及其军团进行战斗。

## 游戏背景
铁甲大陆中的新生代的人类通过试炼获得觉醒，获得前世的能力与记忆，被称作“觉醒者”，觉醒者们重建了远古文明。大汉帝国屹立东方，十字军团称霸西方。铁甲纪300年，西方十字军团重启称霸东方的征途，大战一触即发。

## 发展
《铁甲雄兵》由上海云蟾游戏网络科技有限公司研发，2016年正式上线。2019年11月29日Steam首测，測試時間為兩週，分為亞洲區、美洲區、歐洲區三個伺服器，於2019年12月12日結束測試並清除資料。遊戲将于2020年2月20日正式上线Steam。

## 官方网站
- 官方网站